# آرتور استیپلز
آرتور استیپلز (انگلیسی: Arthur Staples; ۴ فوریهٔ ۱۸۹۹ – ۹ سپتامبر ۱۹۶۵) بازیکن فوتبال اهل بریتانیا بود.
از باشگاه‌هایی که در آن بازی کرده‌است می‌توان به باشگاه فوتبال منزفیلد تاون، باشگاه فوتبال نوتس کانتی، و باشگاه فوتبال ای‌اف‌سی بورنموث اشاره کرد.